# 絶対圧
絶対圧（ぜったいあつ、英: Absolute pressure）とは、絶対零圧力すなわち、絶対真空を基準に表した圧力のこと。絶対圧力ともいう。
絶対圧であることを明示するため、単位記号の後にa又はabsを付けることがある。

## ゲージ圧との関係
ゲージ圧に大気圧を加えると求められる。
（絶対圧 = ゲージ圧 + 大気圧）